# Dicranoptycha occidentalis
Dicranoptycha occidentalis är en tvåvingeart som beskrevs av Alexander 1927. Dicranoptycha occidentalis ingår i släktet Dicranoptycha och familjen småharkrankar. Inga underarter finns listade i Catalogue of Life.